# 시내산

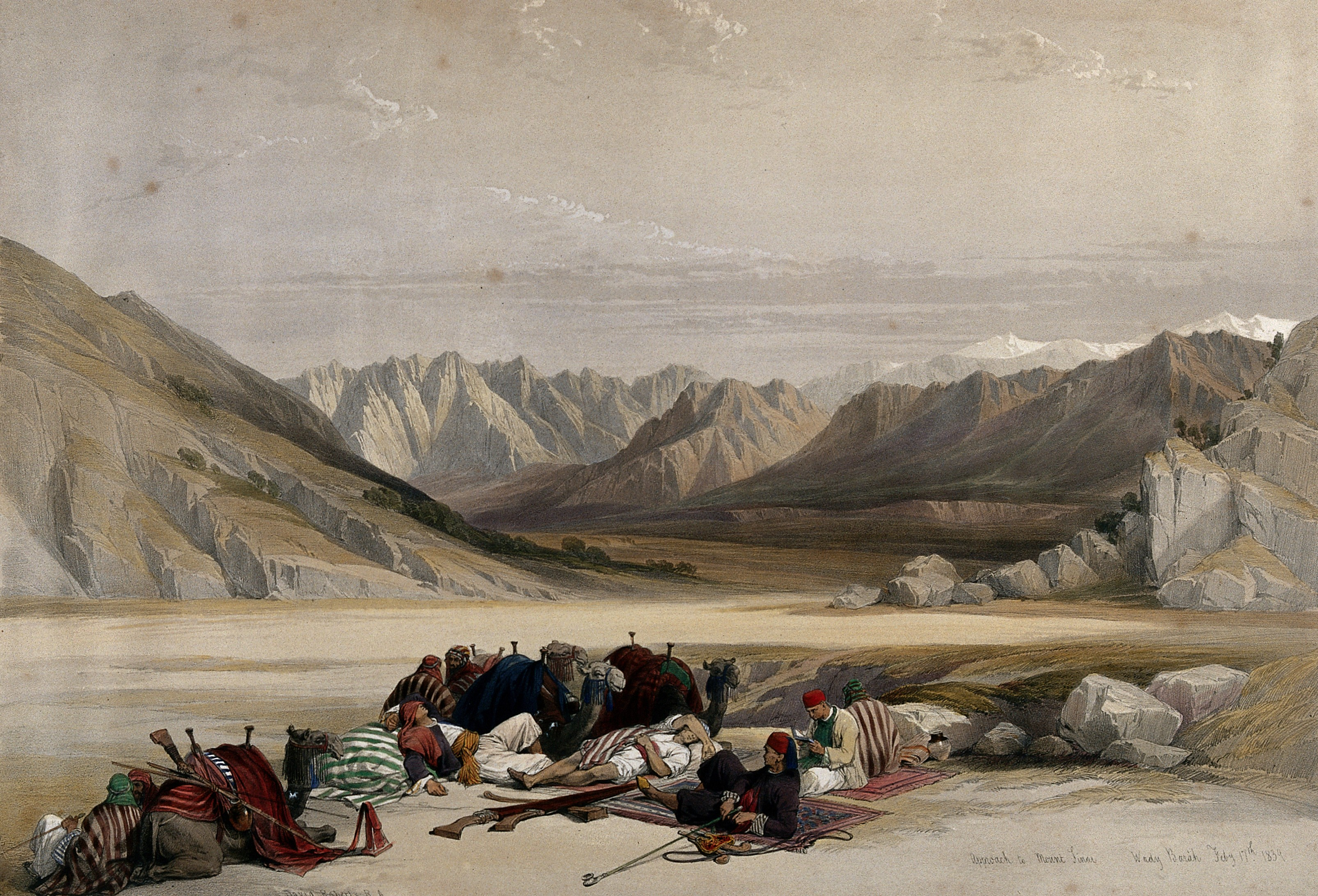
여행단과 낙타들이 시나이산 접근 전 휴식을 취는 모습.(1839년) 데이비드 로버츠의 웰컴 컬렉션, 런던.

시내산(히브리어: הַר סִינַי‬, Har Sīnay) 혹은 시나이산은 구약성경의 출애굽기에 따르면, 야훼가 모세에게 십계명을 준 산이다. 신명기에서는 이 사건이 호렙산에서 일어났다고 묘사한다. "시내"와 "호렙"은 일반적으로 성서학자들에 의해 같은 장소를 가리키는 것으로 간주된다. 시내산은 세 주요 아브라함 종교인 유대교, 기독교, 이슬람교에서 가장 신성한 장소 중 하나로 여겨진다.

성경에 묘사된 시내산의 정확한 지리적 위치는 여전히 논쟁의 여지가 있다. 이 논쟁의 정점은 19세기 중반이었다. 성경 텍스트는 시내산에서의 신현을 묘사하는데, 일부 소수 학자들은 찰스 베케 (1873)를 따라 이 산을 화산으로 문자 그대로 묘사하고 있을 수 있다고 주장한다.

## 어원 및 다른 이름
시나이에 대한 가장 오래된 언급은 이집트 제11왕조의 관료 케티의 석비에서 발견되는데, 그는 시나이의 초기 음역으로 보이는 Ṯnht라는 지역을 언급한다.
학자들은 고대 히브리어: חֹרֵב 호렙(Ḥōrēḇ)이 "빛나는/열기"를 의미하며 이는 태양을 가리키는 것으로 보이고, סיני 시나이는 고대 메소포타미아 종교의 달 신인 신의 이름에서 유래했을 수 있다고 제안한다. 이러한 관점에서 시내와 호렙은 각각 달의 산과 태양의 산으로 볼 수 있다. 그러나 윌리엄 F. 올브라이트, 미국의 성경학자는 다음과 같이 주장했다.
... 그를 변형된 달의 신으로 설명해야 할 필요는 없다. 시나이라는 이름이 수메르의 젠(옛 이름 Zu-en), 아카드어의 신, 즉 우르(난나르 형태)와 하란에서 숭배되던 달의 신에서 유래했을 가능성은 거의 없다. 왜냐하면 가나안 사람들이나 팔레스타인의 셈족 유목민들이 신이라는 이름을 사용했다는 어떠한 근거도 없기 때문이다.
시나이라는 이름이 시나이의 사막 평원뿐만 아니라 시리아의 가나안 도시, 그리고 아마도 이집트 동북부 삼각주의 한 도시에도 속하는 지명 신(Sin)과 관련되어 있을 가능성이 훨씬 더 높다. 또한 이 이름이 모세가 야훼의 신현을 처음 목격했다고 하는 관목의 일종인 세네(seneh, 아람어 sanya)와 어떤 식으로든 관련이 있을 수 있음도 인정되었다.

문서가설에 따르면, "시내"라는 이름은 토라에서 야훼문서와 제사장 문서에서만 사용되는 반면, 호렙은 엘로힘 문서와 신명기계에서만 사용된다. 그러나 시내와 호렙이 같은 산맥의 두 봉우리를 가리킨다면 두 이름 사이의 불일치는 해소될 것이다.
미국인 히브리어 성경학자 존 D. 레벤슨은 그의 책 『시내와 시온』에서 시내와 모세가 호렙산에서 만났던 떨기나무(고대 히브리어: סנה səne) 사이의 연관성에 대해 논한다. 그는 시나이와 세네의 유사성이 우연이 아니며, 이 말장난이 "시나이 신의 상징이 어떤 종류의 나무였다는 생각에서 비롯되었을 수 있다"고 주장한다. 신명기 33:16은 야훼를 "떨기나무에 거하는 자"로 지칭한다. 따라서 레벤슨은 "떨기나무"의 사용이 "시내"에 대한 필사 오류가 아니라면 신명기가 시나이라는 단어의 기원과 나무 사이의 연관성을 지지할 수 있다고 주장한다.
고전 랍비 문학에서는 이 산에 다른 이름들이 있다고 언급한다.
- 하르 하엘로힘 (הר האלהים): "하느님의 산" 또는 "신들의 산"을 의미한다.
- 하르 호렙 (הר חורב): 호렙산 참조.

대부분의 이슬람 문헌에서도 언급된다.
- ṭūr Sīnāʾ 및 ṭūr Sīnīn (طور سيناء / سينين): 쿠란에 나타나는 용어로, "시나이의 산"을 의미한다.[14][15][16]
- 자발 무사 (جبل موسى): "모세의 산"을 의미하는 또 다른 용어이다.[17]

## 성경의 묘사
십계명의 지침과 가르침이 주어진 성경적 기록은 주로 출애굽기 19장에서 24장 사이에 나오며, 이 기간 동안 시내라는 이름이 두 번 언급된다. 이야기에서 시내는 구름에 휩싸여 있었고, 산이 떨리고 연기로 가득 찼으며, 번개가 번쩍이고 천둥소리가 나팔 소리와 섞였다. 이후의 기록은 산 정상에서 불이 타오르는 것이 보였다고 덧붙인다. 성경 기록에 따르면, 불과 구름은 야훼가 산에 강림한 직접적인 결과였다. 성경 이야기에 따르면, 모세는 산으로 올라가 40일 밤낮을 머물며 십계명을 받았다. 그는 첫 번째 돌판을 백성들의 타락으로 인해 깨뜨린 후, 두 번째 십계명을 받기 위해 다시 산으로 올라갔다.
야훼의 강림에 대한 성경적 묘사는 곧이어 야훼가 천국에서 이스라엘 민족에게 직접 말했다는 진술과 충돌하는 것처럼 보인다. 성서학에서는 이 구절들이 다른 자료에서 왔다고 주장하지만, 메킬타는 하느님이 하늘을 낮추어 시내에 펼치셨다고 주장하며, 피르케 데-랍비 엘리에제르는 하늘에 구멍이 뚫리고 시내가 땅에서 찢겨져 나와 그 구멍을 통해 정상부가 밀려났다고 주장한다. "하늘"은 구름의 은유일 수 있고 "불의 호수"는 용암으로 가득 찬 분화구의 은유일 수 있다. 여러 성경 비평가들은 성경의 연기와 불에 대한 언급이 시내산이 화산이었음을 시사한다고 지적했다. 비록 재는 없지만 말이다. 다른 성경 학자들은 그 묘사가 폭풍에 더 잘 들어맞는다고 제안했다. 특히 드보라의 노래는 그 당시 비가 내렸음을 암시하는 것 같다. 성경 기록에 따르면, 야훼는 이스라엘 민족 전체에게 직접 말했다.
시내라는 이름은 토라에서 다른 열 곳에서 언급된다. 출애굽기 31:18; 34:2, 레위기 7:38; 25:1; 26:46; 27:34, 민수기 1:1; 3:1; 9:1 그리고 신명기 33:2. 시내는 또한 히브리어 성경의 나머지 부분인 느헤미야 9:13에서도 한 번 언급된다. 신약성경에서는 사도 바울로가 갈라디아인들에게 보낸 편지에서 시내를 직접 언급했다.

## 종교적 전통

### 기독교

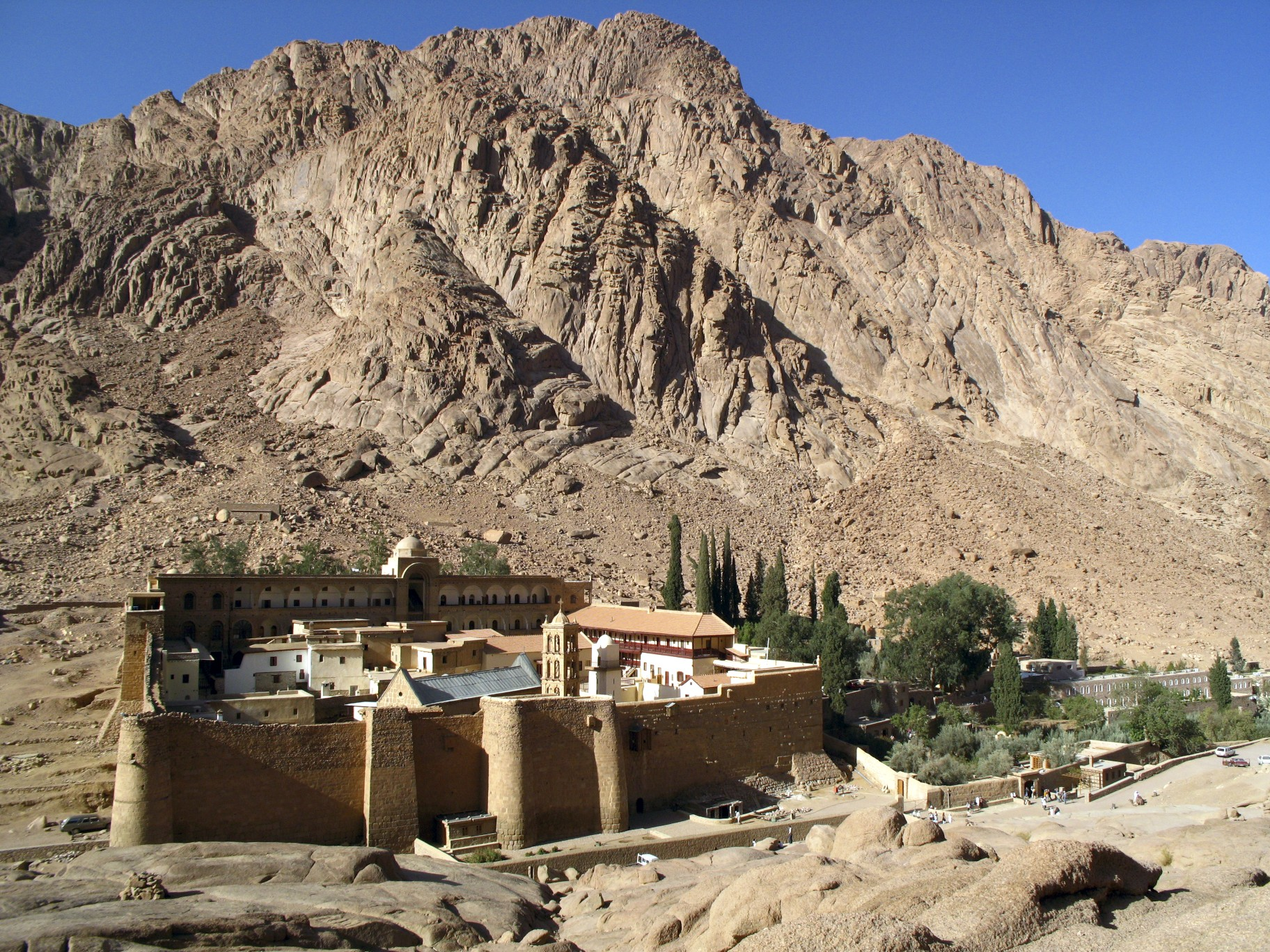
이집트의 성녀 가타리나 수도원과 배경에 있는 라스 수프사페(Ras Sufsafeh)는 전통적으로 시나이산 또는 호렙산으로 여겨진다.

이집트에 있는 시내산, 또는 현재의 시나이반도에 시내산이 위치한다는 가장 초기의 언급들은 결론적이지 않다. 서기 100년 이전, 기독교 수도원 시대 한참 전에 유대 현인들이 자발 무사를 시내산과 동일시했다는 증거가 있다. 케임브리지 대학교의 그레이엄 데이비스는 초기 유대 순례자들이 자발 무사를 시내산으로 식별했기 때문에 기독교 순례자들이 이 식별을 받아들였다고 주장한다. R.K. 해리슨은 "자발 무사는... 기독교 시대 훨씬 이전부터 특별한 신성함을 누렸으며, 결국 시내산과 동일시되었다"고 말한다. 기원전 2세기와 3세기에는 나바테아인들이 그곳으로 순례를 갔는데, 이는 부분적으로 그 지역에서 발견된 비문들에 의해 입증된다. 서기 6세기에는 성녀 가타리나 수도원이 이 산 기슭, 즉 성경의 떨기나무가 있던 장소로 믿어지는 곳에 세워졌다.
성녀 가타리나 수도원은 시나이반도에 위치하며, 시내산 기슭의 접근 불가능한 협곡 입구에 있다. 수도원은 자치 동방정교 교회이며 시나이 정교회라고 불리며 유네스코 세계유산이다. 유네스코 보고서(60,100 헥타르 / 참조: 954)에 따르면, 성녀 가타리나 수도원은 세계에서 가장 오래된 현존하는 기독교 수도원으로 여겨지지만, 홍해 건너편 카이로 남쪽 사막에 위치한 성 안토니 수도원도 이 주장을 한다.
기독교 수도사들은 서기 3세기에 이 산에 정착했다. 캅카스의 조지아인들은 서기 5세기에 시나이반도로 이주했으며, 서기 9세기에는 그곳에 조지아인 식민지가 형성되었다. 조지아인들은 시내산 지역에 정교회 교회들을 세웠다. 그러한 교회 중 하나의 건설은 다비트 4세(1125년 1월 사망) 왕의 이름과 관련이 있는데, 그는 조지아 왕국뿐만 아니라 해외에서도 정교회 교회 건설에 기여했다. 시내산에 교회를 세운 데에는 정치적, 문화적, 종교적 동기가 있었다.

### 이슬람교

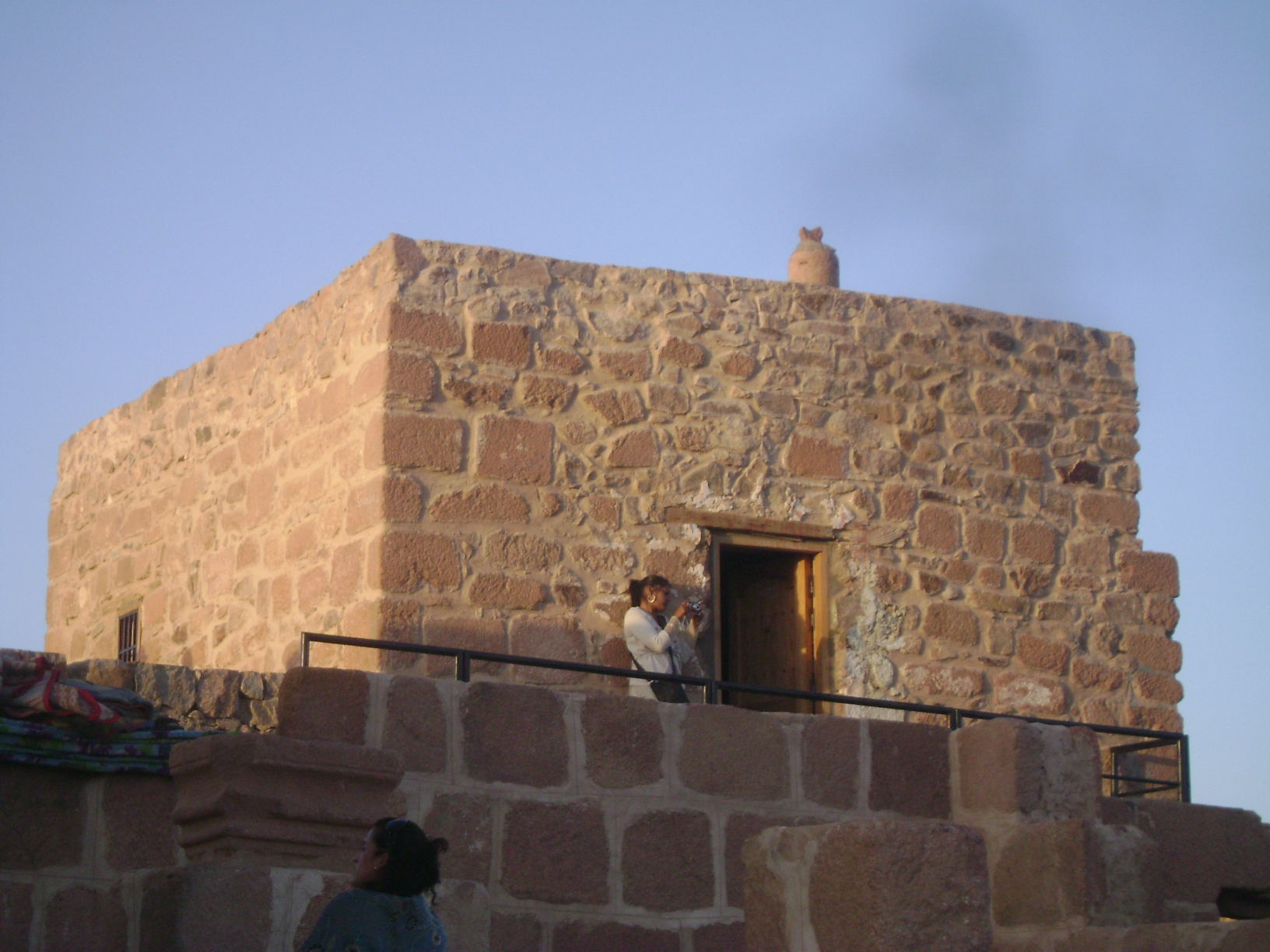
시나이반도의 시내산 정상에 세워진 모스크.

시나이반도는 아론과 모세와 관련이 있으며, 이들은 이슬람에서도 예언자로 여겨진다. 특히 시내산은 쿠란에 여러 번 언급되어 있으며, Ṭūr Sīnā’, Ṭūr Sīnīn, aṭ-Ṭūr, 그리고 al-Jabal (둘 다 "산"을 의미)이라고 불린다. 인접한 와디 투와(Ṭuwā)는 무카다스 즉 "신성한" 곳으로 간주되며, 그 일부는 알-부카 알-무바라카(al-Buqʿa al-Mubāraka, 아랍어: ٱلْبُقْعَة ٱلْمُبَارَكَة, "축복받은 장소")라고 불린다.
일부 현대 성경 학자들은 시내산이 이스라엘 민족이 그곳을 만나기 전부터 가나안 신들 중 하나에게 바쳐진 신성한 장소였다고 설명한다. 다른 학자들은 산에서 모세에게 주어진 일련의 신성한 법들이 서로 다른 시기에 유래했으며, 나중에 만들어진 법들은 주로 이전 법들의 수세기 동안의 자연적인 진화의 결과이지, 한 순간에 모두 유래한 것이 아니라고 본다.

## 추정 위치
현대 학자들은 성경에 나오는 시내산의 정확한 지리적 위치에 대해 의견이 다르다. 엘리야 이야기는 그 이야기가 기록될 당시 호렙의 위치가 어느 정도 확실하게 알려져 있었음을 시사하는 것으로 보인다. 엘리야가 한 번 호렙으로 여행했다고 묘사되어 있기 때문이다. 그러나 그 위치가 계속 알려져 있었다는 것을 시사하는 이후의 성경적 언급은 없다. 로마-유대 역사가 플라비우스 요세푸스는 호렙이 "이집트와 아라비아 사이에" 있었고, 현대 요르단, 남시리아, 시나이반도, 아라비아 북서부를 포함하는 로마의 속주인 아라비아 페트라이아 내에 있었으며, 그 수도는 페트라였다고 명시한다. 바울로 서신은 더욱 모호하게, 단지 아라비아 북부에 있었다고만 명시하는데, 당시 아라비아 북부는 아라비아 페트라이아를 의미했다. 시나이반도는 전통적으로 기독교인들에 의해 성경의 시내산이 위치한 곳으로 간주되어 왔지만, 이 반도는 이러한 전통에서 그 이름을 얻었을 뿐, 요세푸스 시대나 그 이전에는 그렇게 불리지 않았다.
| 위치                  | 위치                     | 위치          | 위치                                                                | 최초 식별 | 최초 식별             |
| 이름                  | 지역                     | 높이 (m)      | 좌표                                                                | 연도      | 저자                  |
| --------------------- | ------------------------ | ------------- | ------------------------------------------------------------------- | --------- | --------------------- |
| 자발 마클라           | 타북주, 사우디아라비아   | 2,326         | 북위 28° 35′ 48″ 동경 35° 20′ 08″ / 북위 28.59674° 동경 35.33549°   |           |                       |
| 자발 알-라우즈        | 타북주, 사우디아라비아   | 2,580         | 북위 28° 39′ 15″ 동경 35° 18′ 21″ / 북위 28.654167° 동경 35.305833° | 1984      | 론 와이어트           |
| 할라엘 바드르 (화산)  | 마디나주, 사우디아라비아 | 1,692(p. 131) | 북위 27° 15′ 동경 37° 12′ / 북위 27.25° 동경 37.2°                  | 1911      | 알로이스 무실(p. 131) |
| 세르발산              | 자누브시나주, 이집트     | 2,070         | 북위 28° 38′ 47″ 동경 33° 39′ 06″ / 북위 28.646389° 동경 33.651667° |           |                       |
| 카테리나산            | 자누브시나주, 이집트     | 2,629         | 북위 28° 30′ 42″ 동경 33° 57′ 09″ / 북위 28.511667° 동경 33.9525°   |           |                       |
| 시나이산 (자발 무사)  | 자누브시나주, 이집트     | 2,285         | 북위 28° 32′ 22″ 동경 33° 58′ 32″ / 북위 28.539417° 동경 33.975417° |           |                       |
| 자발 아마드 알 바키르 | 아카바주, 요르단         | 1,076         | 북위 29° 35′ 57″ 동경 35° 08′ 36″ / 북위 29.59911° 동경 35.14342°   | 1878      | 찰스 베케             |
| 제벨 알-마드바흐      | 페트라, 요르단           | 1,070         | 북위 30° 19′ 19″ 동경 35° 26′ 51″ / 북위 30.321944° 동경 35.4475°   | 1927      | 디틀레프 닐센         |
| 신 비샤르산           | 샤말시나주, 이집트       |               | 북위 29° 40′ 16″ 동경 32° 57′ 40″ / 북위 29.671° 동경 32.961°       | 1983      | 메나셰 하르-엘        |
| 헬랄산                | 샤말시나주, 이집트       | 910           | 북위 30° 39′ 11″ 동경 34° 01′ 44″ / 북위 30.653° 동경 34.028861°    |           |                       |
| 하시엠 엘-타리프      | 샤말시나주, 이집트       | 881           | 북위 29° 40′ 09″ 동경 34° 38′ 00″ / 북위 29.669217° 동경 34.633411° |           |                       |
| 헤르몬산              | 안티레바논산맥, 레바논   | 2,814         | 북위 33° 24′ 58″ 동경 35° 51′ 25″ / 북위 33.4162° 동경 35.8570°     | 2010      | 이스라엘 크놀         |

### 자발 무사
로마-유대 역사가 플라비우스 요세푸스는 "모세가 이집트와 아라비아 사이에 있는 시내라고 불리는 산으로 올라갔다"고 기록했다. 요세푸스는 시내가 "그 주변의 모든 산 중에서 가장 높고", "그 나라의 모든 산 중에서 가장 높으며, 엄청난 고도 때문에 사람들에게 오르기 매우 어려울 뿐만 아니라, 깎아지른 듯한 절벽 때문에도 어렵다"고 말한다. 시나이반도에 위치한 전통적인 시내산은 실제로는 여러 봉우리들의 집합체이며, 때로는 성산 봉우리라고도 불린다. 여기에는 자발 무사, 카테리나산, 라스 수프사페(Ras Sufsafeh)가 포함된다. 4세기, 에게리아라는 기독교 순례 여성은 "전체 산악 지대가 하나의 봉우리처럼 보이지만, 그 지대로 들어가면 여러 개의 봉우리가 있다"고 기록했다. 가장 높은 봉우리는 카테리나산으로, 해발 2,610 미터 (8,550 피트)에 솟아 있으며, 그 자매 봉우리인 자발 무사 (2,285 m [7,497 ft])도 높이에서는 크게 뒤지지 않지만, 에르 라하("넓은 곳")라고 불리는 열린 평원 때문에 더 눈에 띈다. 카테리나산과 자발 무사 모두 시나이 사막이나 미디안 전체의 어떤 산보다 훨씬 높다. 북쪽 티흐 사막의 가장 높은 봉우리는 해발 1,200 m (4,000 ft)를 크게 넘지 않는다. 엘랏 동쪽 미디안의 봉우리들은 해발 1,300 m (4,200 ft)까지만 솟아 있다. 시나이 서쪽으로 30 킬로미터 (20 mi) 떨어진 자발 세르발조차도 가장 높은 곳이 해발 2,050 m (6,730 ft)에 불과하다.
일부 학자들은 시내산이 성경에 묘사된 모세의 등반 이전부터 고대의 신성한 장소였다고 믿는다. 학자들은 시나이라는 이름이 "달" 또는 "빛나다"를 의미하는 "신(sin)"이라는 단어에서 부분적으로 유래했을 것이라고 이론화했다. 안토니누스 순교자는 6세기에도 아라비아 이교도들이 그곳에서 달 축제를 계속 열었다고 기록함으로써 자발 무사의 고대 신성성을 뒷받침한다. 리나 에켄스타인(Lina Eckenstien)은 발견된 일부 유물들이 "반도에서의 달 숭배의 확립이 이집트의 왕조 이전 시대로 거슬러 올라간다"는 것을 보여준다고 말한다. 그녀는 달 숭배의 주요 중심지가 이집트가 셈족으로부터 빼앗은 시나이반도 남부에 집중되어 있었던 것으로 보이며, 셈족은 그곳에 신당과 광산 캠프를 건설했다고 말한다. 로빈슨 박사는 달 숭배 물품 그림이 있는 비문들이 시나이반도 남부 전역에서 발견되지만, 자발 무사와 카테리나산에서는 발견되지 않는다고 말한다. 이 특이한 점은 종교적 숙청을 시사할 수 있다.
시나이 남부에서 나와미스 무리가 발견되어 자발 무사 주변에 일종의 고리를 형성하고 있다. 나와미스는 수세기 동안 다양한 목적으로 반복적으로 사용되었다. 에게리아,  4/5세기 CEc.는 그녀의 안내자였던 지역 "성인들"이 임시 오두막의 이 둥글거나 원형의 돌 기초를 가리키며, 이스라엘 자손들이 그곳에 머무는 동안 사용했다고 주장했다고 기록했다.
남부 시나이 반도에는 고고학적 발견이 있지만, 이를 이집트 탈출과 연관시키는 것은 출애굽의 추정 연대가 매우 다양하기 때문에 어려운 일이다. 출애굽은 초기 청동기 시대부터 후기 철기 시대 II까지로 거슬러 올라간다.
후기 청동기 시대와 초기 철기 시대 I (람세스 시대) 동안 남부 시나이에서 이집트 도자기가 세라비트 엘-카딤(Serabit el-Khadim)과 팀나(Timna)의 광산 캠프에서 발견되었다. 가나안에서 발견된 것과 동일한 원시 시나이 비문이 새겨진 유물들이 남부 시나이의 세라비트 엘-카딤에서 발견되었다. 이 중 일부는 후기 청동기 시대로 거슬러 올라간다. 이 캠프들은 남부 가나안에서 온 광부들의 증거를 제공한다. 외딴 세라비트 엘-카뎀 유적은 한 번에 몇 달씩, 기껏해야 2년에 한 번, 더 자주 한 세대에 한 번씩 사용되었다. 광산으로의 여정은 길고 어렵고 위험했다. 마자르 교수가 이끄는 탐사대는 남부 시나이의 주요 오아시스인 페이란의 텔을 조사하여, 그 유적에 나바테아인 파편뿐만 아니라 철기 시대 II에 속하는 유다 왕국의 전형적인 바퀴로 광택을 낸 파편들이 풍부하다는 것을 발견했다.
에드워드 로빈슨(Edward Robinson)은 자발 무사에 인접한 라하 평원이 이스라엘 백성을 수용할 수 있었다고 주장했다. 에드워드 헐(Edward Hull)은 "이 전통적인 시나이는 출애굽 서사의 모든 요구 사항을 충족한다"고 진술했다. 헐은 로빈슨과 동의하며, 라스 수프사페(Ras Sufsafeh)의 화강암 절벽 기슭으로 이어지는 거대한 원형극장을 연구한 후, 이곳이 실로 이스라엘 백성의 진영과 하느님의 율법이 전달된 산의 위치라는 더 이상의 의심이 없다고 진술했다.
F. W. 홀랜드(Holland)는 "수자원에 관해서는 자발 무사 근처만큼 공급이 잘 되는 곳은 반도 전체에 없다. ... 또한 반도에는 그렇게 훌륭한 목초지를 제공하는 다른 지역도 없다." 이스라엘 백성의 여행 경로를 계산하면서, 바이블 아틀라스는 "그러나 이 거리는 시나이를 자발 무사보다 더 동쪽에 놓는 것을 허용하지 않는다"고 말한다.
일부에서는 이스라엘 민족의 여정에서 남겨진 물질적 증거가 없다는 점을 지적하지만, 이츠하크 바이트-아리(Itzhaq Beit-Arieh) 박사는 "아마도 성경의 전통적 기록을 지지하는 사람들은 이스라엘의 물질문화가 가장 허술한 종류였고 아무런 흔적도 남기지 않았다고 주장할 것이다. 아마도 이스라엘의 거주지와 유물은 썩기 쉬운 재료로만 구성되었을 것이다"라고 썼다. 호프마이어는 "이스라엘 백성이 곧바로 카데스 바르네아나 미디안으로 갔다면 광야 방랑의 어떤 진영도 의미가 없다. ... 카데스에서 호렙까지의 11일 여정은 시나이 반도 남부 지역과의 관계에서만 제대로 이해될 수 있다"고 썼다.
오랫동안 이 지역에 거주해 온 현지 베두인들은 자발 무사를 시내산으로 identified 했다. 서기 4세기에는 소규모 수도사 정착촌들이 자발 무사 주변에 예배 장소를 세웠다. 과거 이 지역을 여러 차례 방문했던 암모니우스라는 이집트 순례자는 4세기에 자발 무사를 성스러운 산으로 identified 했다. 헬레나 황후는  서기 330년경c. 유목민들의 약탈로부터 수도사들을 보호하기 위해 교회를 세웠다. 그녀는 베두인들을 통해 세대에서 세대로 전해져 내려온 identification을 바탕으로 교회의 위치를 선택했다. 그녀는 또한 그 장소가 꿈속에서 자신에게 확인되었다고 보고했다.
이집트학자 줄리앙 쿠퍼(Julien Cooper)는 시나이라는 이름이 11왕조 (기원전 2150–1990년경) 이집트 관료의 여정에서 확인된 지명 Ṯnht와 일치한다고 제안했다. 그는 이 지명이 시나이반도 남부에 위치하며, 자발 무사의 지리적 위치와 일치한다고 언급한다.
베두인 전통은 카테리나산에 인접한 자발 무사를 성경에 나오는 산으로 여겼고, 현재 지역 관광 그룹과 종교 단체들은 이 산을 성경의 시내산으로 광고하고 있다. 이 견해는 결국 기독교 단체들도 받아들였는데, 16세기에는 이 산 정상에 교회가 건설되었고, 1954년에는 그리스 정교회 예배당으로 대체되었다.

### 남시나이 반도의 세르발산
초기 기독교 시대에 여러 은둔자들이 세르발산에 정착하여 그곳을 성경에 나오는 산으로 여겼고, 4세기에는 그 기슭에 수도원이 건설되었다. 그러나 요세푸스는 시내산이 "그 주변의 모든 산 중에서 가장 높은 산"이라고 진술했는데, 이는 시나이가 시나이 반도에 위치해야 한다면 카테리나산이 문제의 산이었다는 것을 의미한다.

### 북시나이 반도
문서가설에 따르면, 출애굽기 이야기의 JE 문서 버전에서는 이스라엘 민족이 얌 수프 (문자적으로는 "갈대 바다"를 의미하지만, 전통적으로 홍해를 가리키는 것으로 여겨진다)에서 카데스 바르네아로 거의 직선으로 이동하며, 시나이 반도 남부를 통한 우회로는 제사장 문서에만 존재한다. 따라서 여러 학자와 주석가들은 시나이 반도의 중부 및 북부 지역에서 산을 찾아왔다. 시나이 반도 서중부에 있는 신 비샤르산은 텔아비브 대학교의 성경 지리학자 메나셰 하르-엘(Menashe Har-El)에 의해 성경의 시내산으로 제안되었다. 반도 북부에 있는 헬랄산도 제안되었다. 또 다른 북시나이 제안은 이스라엘의 에일랏 서쪽 약 30km 떨어진 하시엠 엘-타리프이다.

### 에돔/나바테아

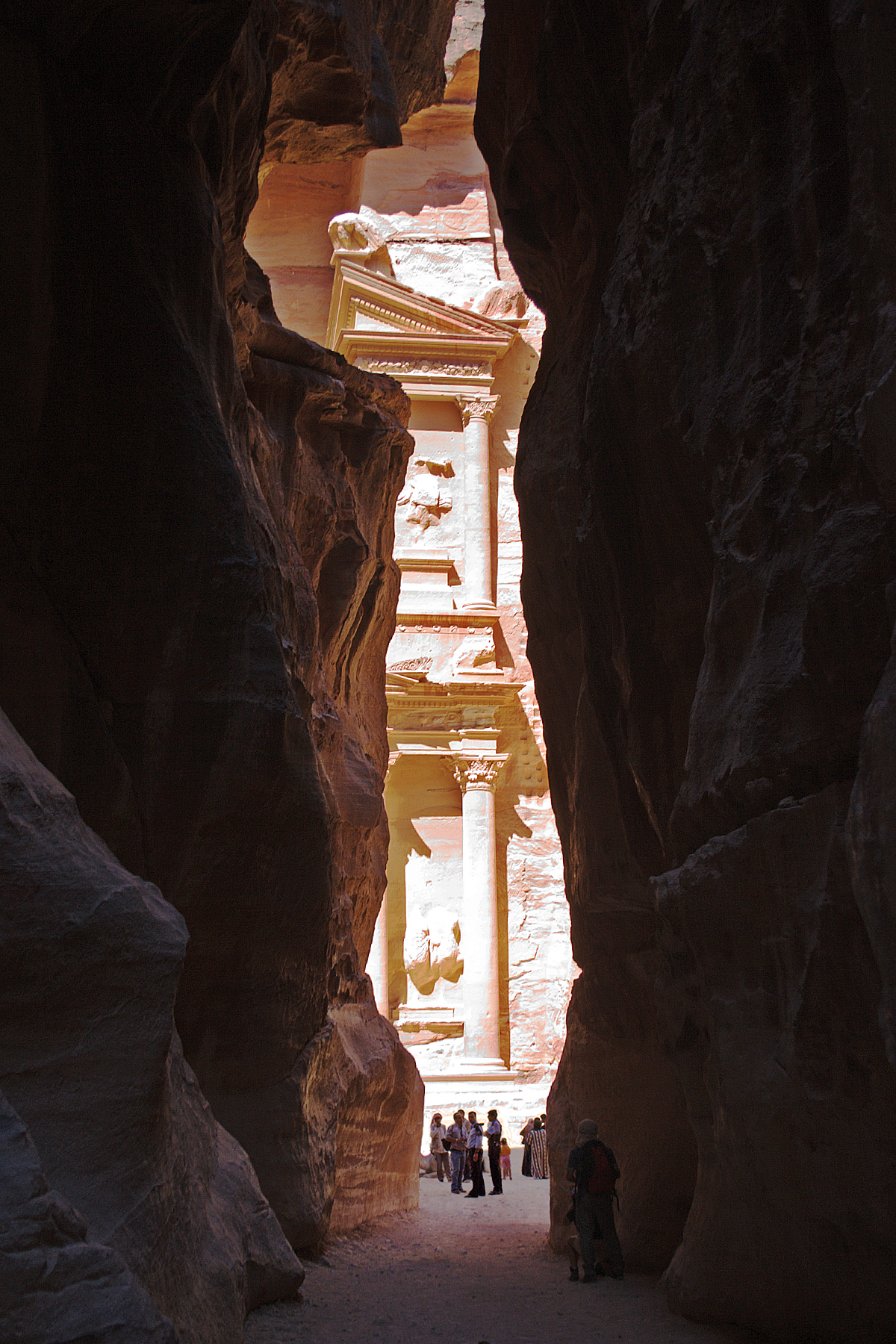
페트라의 보고(寶庫)를 향해 있는 시크(Siq)와 제벨 알-마드바흐 기슭.

성경에 모세가 시내를 만나기 직전에 미디안 제사장이었던 겐족 사람 이드로를 만났다고 묘사되어 있는 점을 고려하면, 시나이는 사우디아라비아의 그들의 영토 근처에 있을 것이다. 겐족과 미디안족은 아카바만 동쪽에 거주했던 것으로 보인다. 또한, 일부 텍스트 학자들이 성경에서 가장 오래된 부분 중 하나로 간주하는 드보라의 노래는 하느님이 세일산에 거주하셨다고 묘사하며, 이는 시내산과 동일함을 암시하는 것으로 보인다. 세일산은 에돔 중앙의 산맥을 지칭한다.
1927년 디틀레프 닐센(Ditlef Nielsen)은 여러 지역 이름과 특징을 바탕으로 페트라에 있는 제벨 알-마드바흐 (제단의 산을 의미)를 성경의 시내산과 동일시했다. 그 이후로 다른 학자들도 이 동일시를 주장해왔다.
페트라가 위치한 계곡은 와디 무사라고 불리는데, 이는 모세의 계곡을 의미하며, 시크 입구에는 모세의 샘을 의미하는 아인 무사(Ain Musa)가 있다. 13세기 아랍 연대기 기록자 누마리는 아인 무사가 모세가 지팡이로 땅을 쳐서 물을 솟아나게 한 장소라고 기록했다. 제벨 알-마드바흐는 분명히 특히 신성한 곳으로 여겨졌는데, 잘 알려진 의식 건물인 보물고가 그 기슭에 조각되어 있고, 산 정상은 여러 제단으로 덮여 있으며, 원래 봉우리 중 8미터 이상이 깎여나가 두 개의 8미터 높이의 오벨리스크가 솟아 있는 평평한 표면을 남겼다. 이 오벨리스크들은 정상으로 이어지는 길의 끝을 장식하며, 현재는 높이가 6미터에 불과하지만, 아랍어로 "사랑의 남근"을 의미하는 지브 아투프(Zibb 'Atuf)라고 구어체로 불리게 되었다. 산 정상에서 발견된 고고학 유물들은 한때 광택이 나는 푸른 점판암으로 덮여 있었음을 나타내는데, 이는 성경의 "사파이어 돌로 포장된 것 같은" 묘사와 일치한다. 성경에서 사파이어에 대한 언급은 학자들에 의해 오늘날의 사파이어 돌을 가리키는 것으로는 보기 어렵다고 여겨진다. 왜냐하면 사파이어는 로마 시대 이전에는 다른 의미를 가졌고, 심지어 채굴되지도 않았기 때문이다. 불행히도 원래 봉우리가 제거되면서 후기 청동기 시대 (출애굽의 표준 연대)에 존재했을 수 있는 대부분의 다른 고고학 유적들은 파괴되었다.

### 아라비아반도

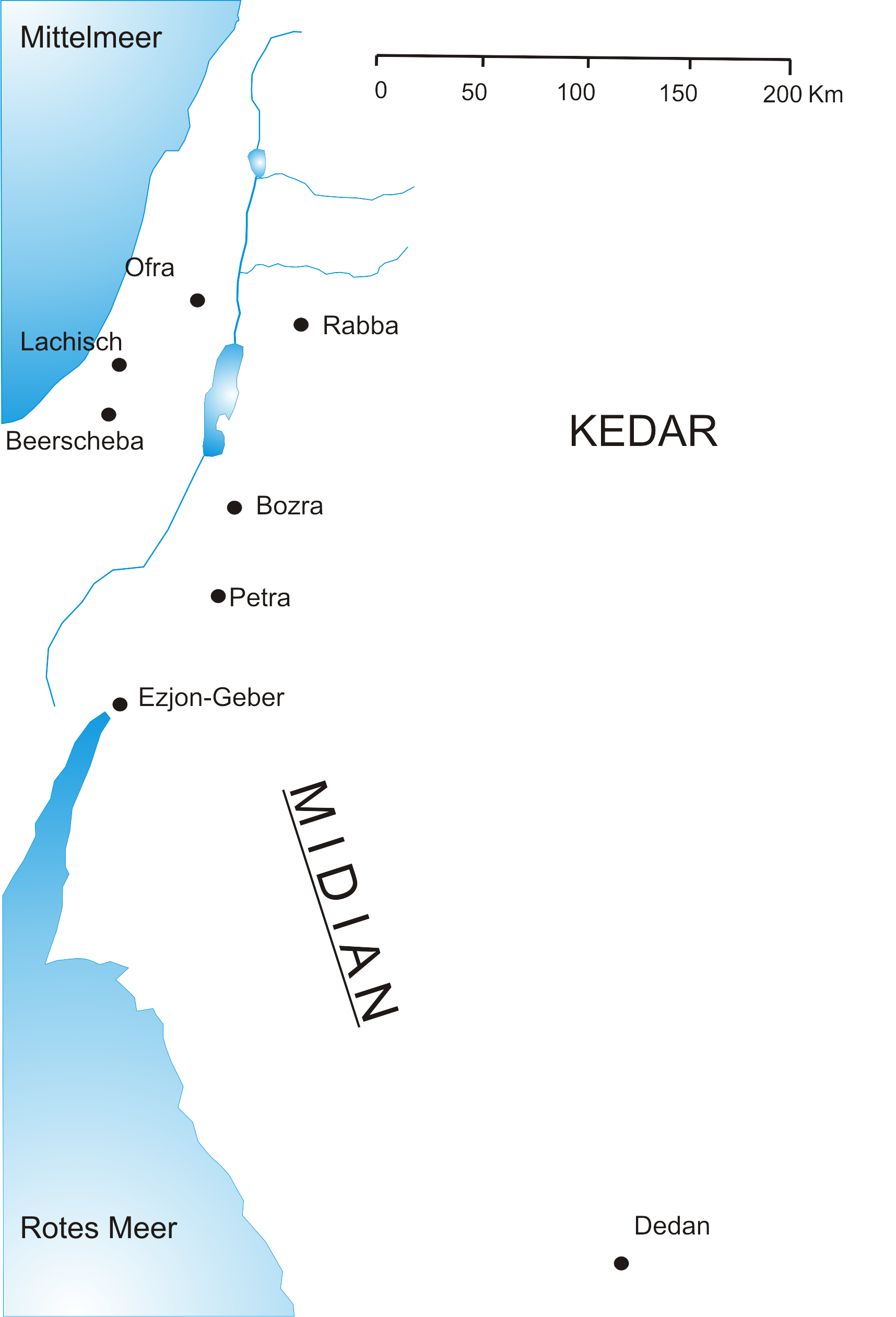
미디안

일부는 사우디아라비아의 한 지역을 제안하며, 1세기 사도 바울로가 시내산이 아라비아에 있었다고 주장한 점도 언급한다. 비록 바울로 시대에는 로마 행정 구역인 아라비아 페트라이아가 현대의 시나이 반도와 사우디아라비아 북서부를 모두 포함했을지라도 말이다.

#### 화산
성경의 "사르지르는 불"에 대한 가능한 자연주의적 설명은 시나이가 분출하는 화산이었을 수 있다는 것이다. 이는 찰스 베케, 지그문트 프로이트, 그리고 임마누엘 벨리코프스키 등이 제안했다. 이 가능성은 시나이 반도와 세일의 모든 봉우리를 배제하지만, 사우디아라비아 북서부의 여러 지역을 합리적인 후보로 만든다. 1873년 C. 베케는 아카바만 북단에 있는 화산산인 자발 알-누르(Jabal al-Nour, 빛의 산을 의미)라고 불리는 제벨 바기르를 제안했으며, 호렙은 다른 산인 인근의 제벨 에르토와(Jebel Ertowa)라고 주장했다. 베케의 제안은 알로이스 무실이 20세기 초에, J. 코니히(J. Koenig), 그리고 2003년에 콜린 험프리스가 옹호한, 시내산이 알 자우 분지 화산 할라엘 바드르라는 제안만큼 학술적 지지를 얻지는 못했다.

#### 자발 알-라우즈
아라비아 이론 내에서 가능한 후보 중 하나는 자발 알-라우즈('아몬드 산'을 의미)이다. 자발 알-라우즈의 지지자로는 L. 뮐러뿐만 아니라 R. 와이어트, R. 코누케, 그리고 L. 윌리엄스 등이 있다. A. 케르케슬라거(A. Kerkeslager)는 고고학적 증거가 결론을 내리기에는 너무 미약하다고 보지만, "자발 알 라우즈가 성경의 시내산을 식별하는 가장 설득력 있는 선택지일 수 있으며" 연구되어야 한다고 말했다. 여러 연구자들은 이 가설을 지지하는 반면 다른 연구자들은 반박한다.
가장 최근의 발전 중 하나는 다큐멘터리의 출시인데, 이 다큐멘터리는 자발 알-라우즈 산맥 내의 한 봉우리인 자발 마클라를 시내산으로 identified 한다. 이 영화는 프로젝트의 비디오 및 사진 증거를 포함한다.
자발 알-라우즈는 J. K. 호프마이어와 같은 학자들에 의해 거부되었는데, 그는 코누케의 "기념비적인 실수"라고 부르는 것을 상세히 설명한다. G. 프란츠는 이 가설에 대한 반박문을 발표했다.

### 네게브
시나이를 페트라와 동일시하는 것은 이스라엘 백성이 이집트에서 카데스 바르네아를 거쳐 거의 직선으로 여행했다는 것을 의미하며, 시나이를 사우디아라비아에 위치시키는 것은 카데스 바르네아가 남쪽으로 우회되었다는 것을 시사하는 반면, 일부 학자들은 시나이가 카데스 바르네아 자체와 훨씬 더 가까운 곳에 있었을지 궁금해했다. 카데스 바르네아와 페트라의 중간 지점인 이스라엘 남서부 네게브 사막에는 하르 카르콤이 있는데, 에마뉘엘 아나티가 발굴하여 주요 구석기 시대 컬트 중심지였음을 밝혀냈다. 주변 고원에는 성소, 제단, 돌 원형 구조물, 돌 기둥, 4만 개 이상의 암각화가 있었다. 비록 이 유적지의 종교 활동 정점이 기원전 2350~2000년으로 거슬러 올라가지만, 출애굽은 히브리력; 기원전 1313년 2448년 니산월 15일로 거슬러 올라가며, 이 산은 기원전 1950년에서 1000년 사이에 버려진 것으로 보이지만, 아나티는 자발 이데이드가 성경의 시나이와 동일하다고 제안했다. 다른 학자들은 이 동일시를 비판했는데, 이는 거의 1000년이나 너무 이르다는 점 외에도, 미디안족, 아말렉족 및 다른 고대 민족들을 현재 대다수 학자들이 배치하는 위치에서 통째로 재배치해야 하기 때문이다.

### 헤르몬산
이스라엘 크놀의 논란의 여지가 있는 연구(2012년)에 따르면, 헤르몬산이 사실 히브리어 성경에 언급된 시내산이며, 성경 이야기는 요르단강 계곡이나 골란 고원의 어딘가에서 북부 부족들과 이집트인들 사이의 고대 전투를 연상시킨다.

## 예술

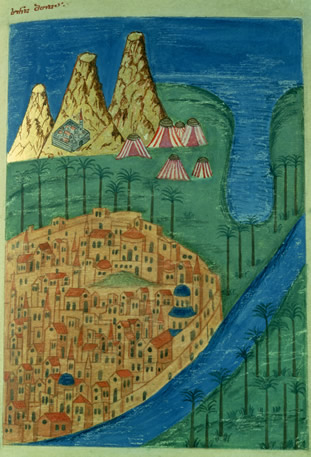
시내산 성녀 가타리나 수도원의 채식화, 후기 중세 조지아어 필사본 (누스쿠리 문자)
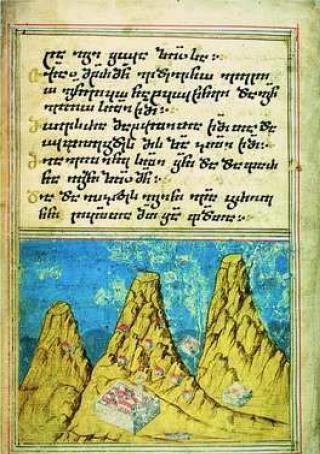
16세기 조지아 정교회 시내산 세밀화 (누스쿠리 문자)
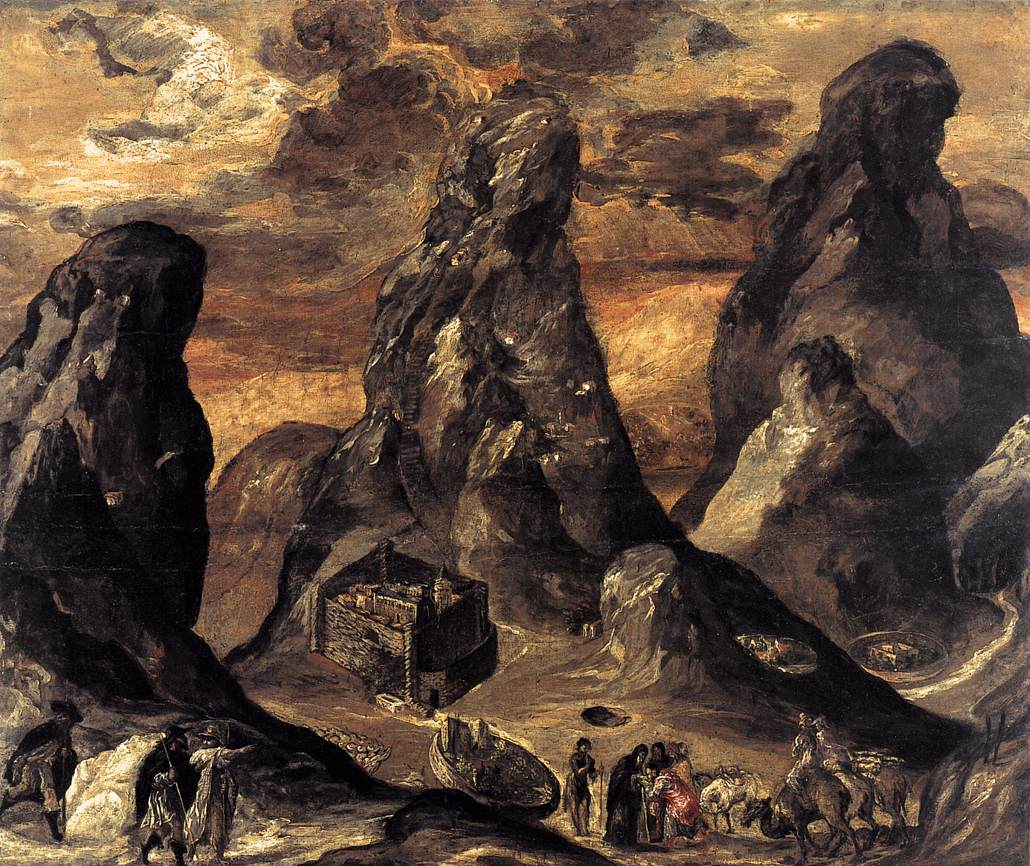
시내산, 엘 그레코의 그림, 1570~1572년
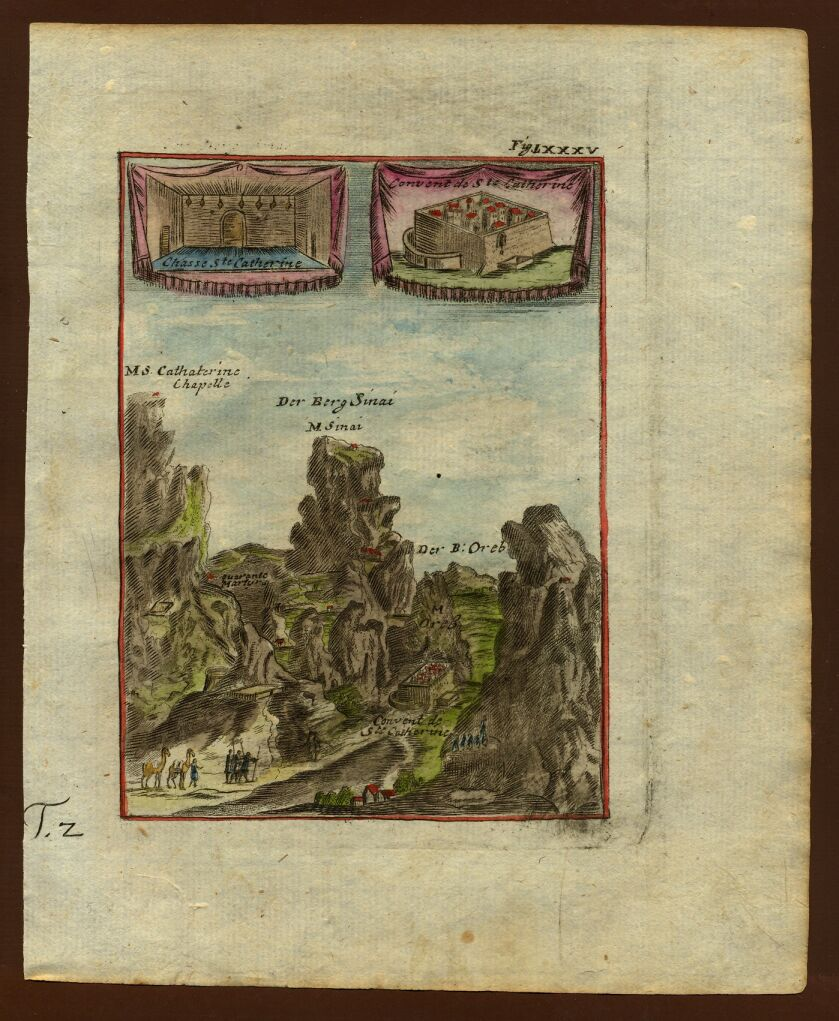
프랑스 지도 제작자 알랭 마네송 말레가 1719년에 그린 시내산
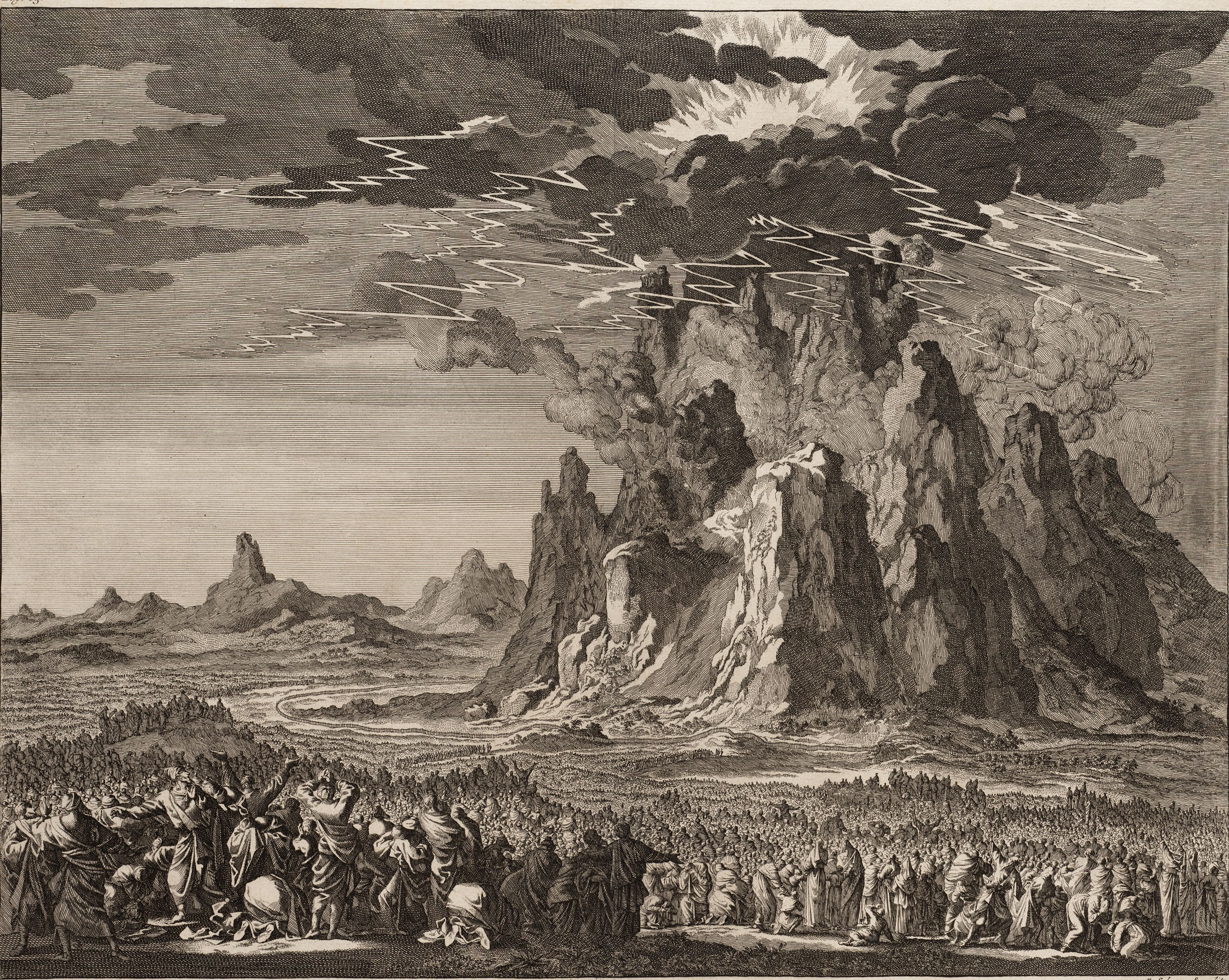
유대 역사가 플라비우스 요세푸스의 《유대 고대사》 1723년 판본에 실린 시내산 상상화
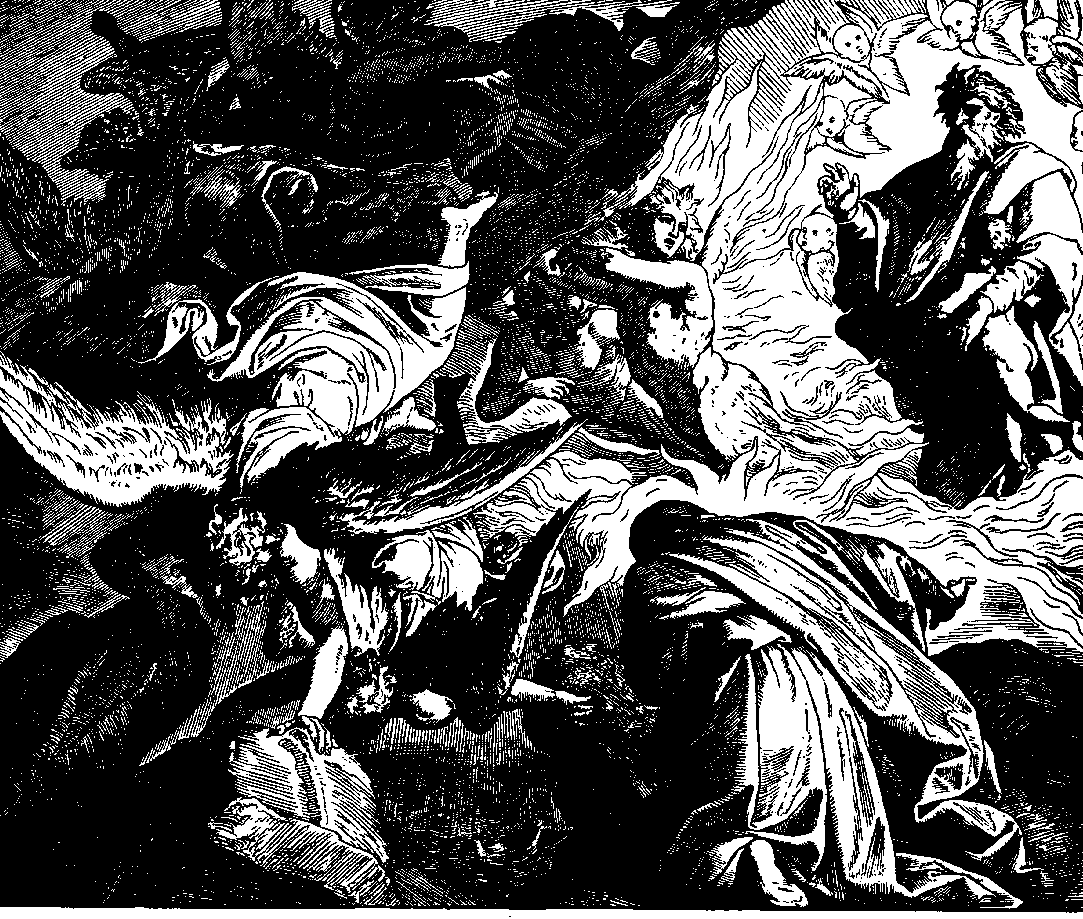
호렙산에서 엘리야에게 나타난 하느님, 율리우스 슈노르 폰 카롤스펠트의 목판화, 1860년
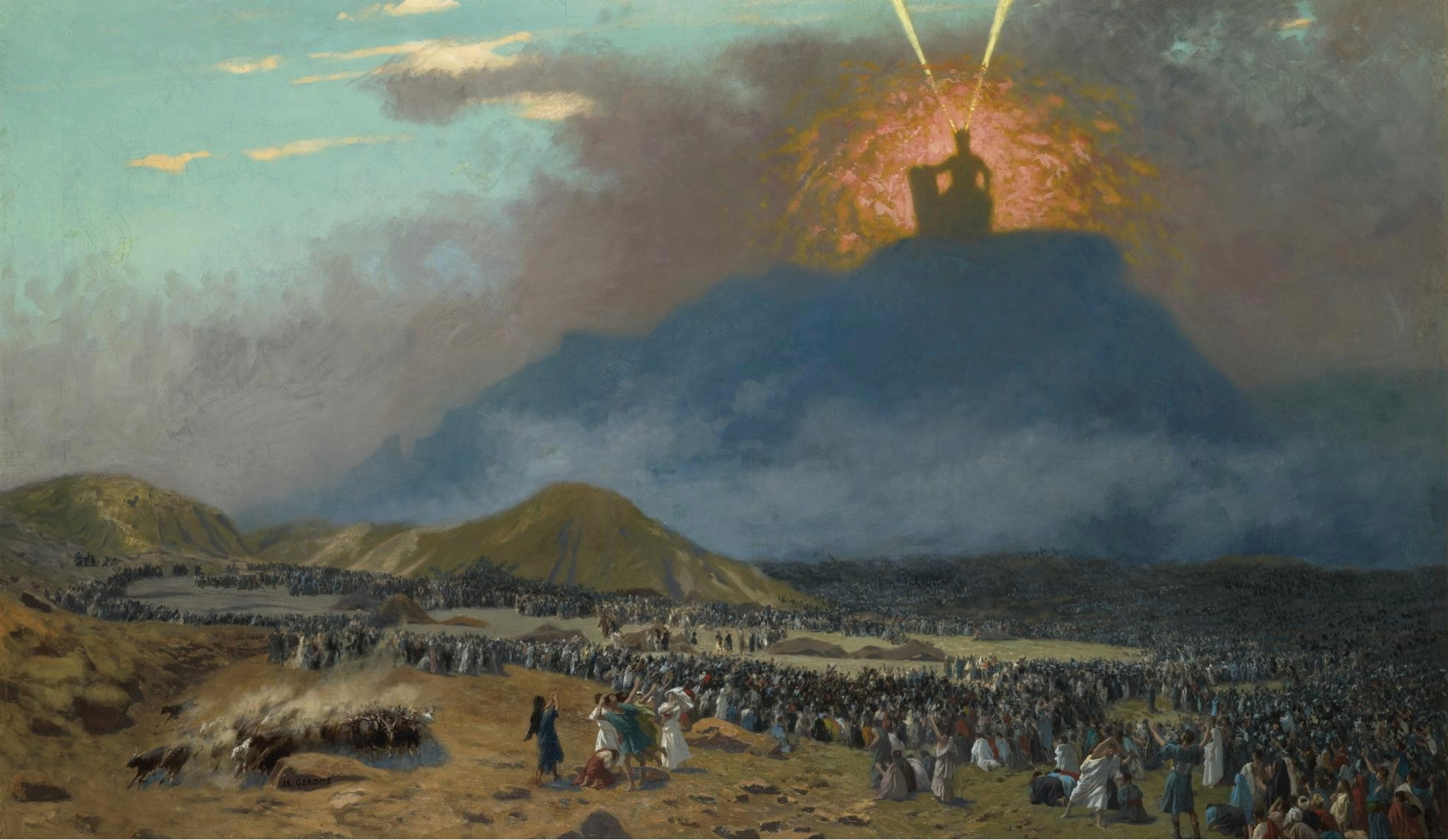
시내산의 모세, 장레옹 제롬의 그림, 1895~1900년
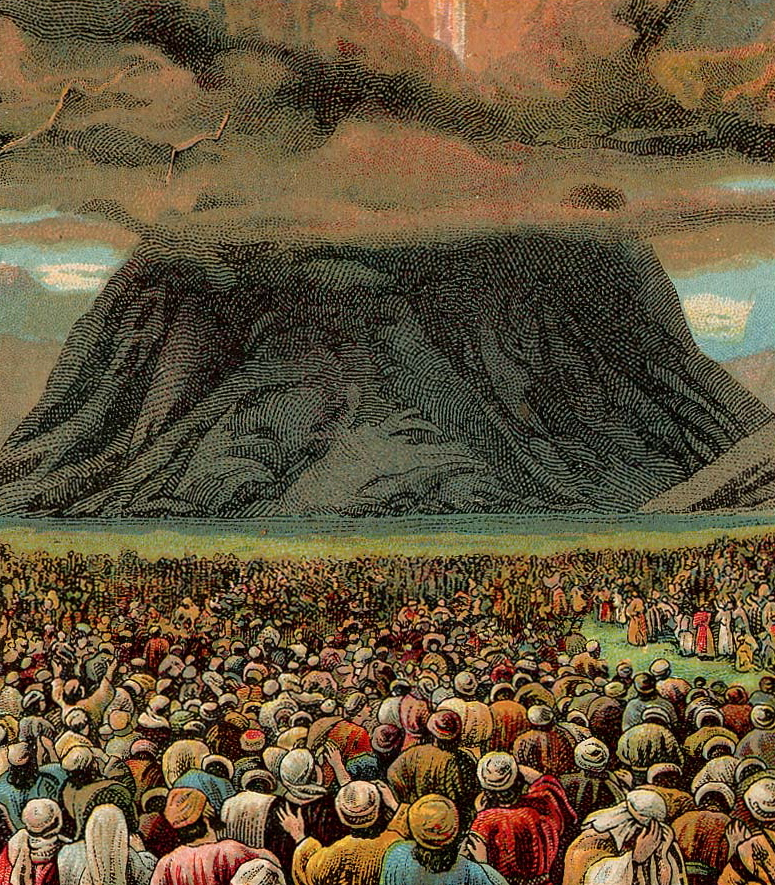
1907년 프로비던스 석판 인쇄 회사가 발행한 성경 카드 삽화의 시내산의 대중 계시

## 같이 보기
- 중동의 기독교
  - 이집트의 기독교
  - 이스라엘의 기독교
  - 요르단의 기독교
  - 레바논의 기독교
  - 팔레스타인의 기독교
  - 시리아의 기독교
- 유대교의 역사
  - 히브리어 성경 정경의 발전
    - 그리스어 구약성경
    - 마소라 본문
    - 사마리아 오경

  - 모세에게 주어진 율법
  - 성경 지명 목록
  - 시내산에서의 계시
  - 출애굽 역정의 역
- 이슬람-유대 관계
  - 아랍 및 이슬람 국가에서의 유대인 출애굽
  - 아라비아반도 유대인 역사
  - 아라비아의 유대 부족
  - 이슬람 이전 아라비아의 유대교
- 중동 현대 분쟁 목록
  - 아랍-이스라엘 분쟁 (1948년–현재)
    - 아랍 냉전 (1952년–1991년)
    - 이스라엘의 시나이반도 점령 (1956년–1957년, 1967년–1982년)
    - 요르단의 서안 지구 합병 (1948년–1967년)
    - 제3차 중동 전쟁 (1967년)
    - 수에즈 위기 (1956년–1957년)

  - 이집트 위기 (2011년–2014년)
  - 중동 위기 (2023년–현재)
  - 시나이 반란 (2011년–2023년)

## 참고 문헌
1. 1 2 3 4 5 6 7  Gray, John (January 1954). 《The Desert Sojourn of the Hebrews and the Sinai-Horeb Tradition》. 《Vetus Testamentum》 4 (Leiden and Boston: Brill Publishers on behalf of the International Organization for the Study of the Old Testament). 148–154쪽. doi:10.1163/156853354X00136. ISSN 1568-5330. JSTOR 1515877.
2. 1 2 3  Rubin, Uri (April 2014). 《Moses and the Holy Valley Ṭuwan: On the Biblical and Midrashic Background of a Qur'ānic scene》. 《Journal of Near Eastern Studies》 73 (시카고: University of Chicago Press). 73–81쪽. doi:10.1086/674614. ISSN 1545-6978.
3. 1 2 3  Yadin, Azzan (Winter 2003). 《קול as Hypostasis in the Hebrew Bible》. 《Journal of Biblical Literature》 122 (애틀랜타: 성서학회). 601–626쪽. doi:10.2307/3268068. ISSN 0021-9231. JSTOR 3268068.
4. ↑  Coogan, Michael David. The Old Testament: A Historical and Literary Introduction to the Hebrew Scriptures. Oxford University Press, USA, 2017: p. 108.
5. ↑  
Manginis, George (2015). 〈Pillar of Fire or Dust? Jabal Mūsā in the nineteenth century〉. 《Proceedings of the Multidisciplinary Conference on the Sinai Desert》. Multidisciplinary Conference on the Sinai Desert. 《Proceedings of the Multidisciplinary Conference on the Sinai Desert》 – Academia.edu 경유.
6. 1 2 3 4  Hoffmeier, James K. (2005). 《Ancient Israel in Sinai》 (영어). Oxford University Press. 133쪽. ISBN 978-0-19-515546-4 – Google Books 경유.
7. ↑  Cooper, Julien (2023). 《The Earliest Mention of the Placename Sinai: The Journeys of Khety》. 《Ancient Near East Today》. 2024년 12월 12일에 확인함.
8. 1 2  Jacobs, J.; Seligsohn, M.; Bacher, W. (1906). 〈Mount Horeb〉. 《Jewish Encyclopedia》.
9. ↑  Stalker, D. M. G. (1963). 〈Exodus〉.   Black, Matthew; Rowley, H. H. 《Peake's Commentary on the Bible》 2판. Thomas Nelson. §178c.
10. ↑  Albright, William Foxwell (1957). 《From Stone Age to Christianity》. Doubleday Anchor Book.
11. ↑  Harris, J. Rendel (1902). 〈Sinai, Mount〉.   Hastings, J. 《A Dictionary of the Bible》.
12. 1 2  Levenson, Jon (1985). 《Sinai and Zion: An entry into the Jewish Bible》 (미국 영어). New York, New York: HarperOne. 20–21쪽. ISBN 978-0-06-254828-3.
13. ↑  Coogan, Michael David; Brettler, Marc Zvi; Newsom, Carol A.; Perkins, Pheme, 편집. (2001). 《The new Oxford annotated Bible with the Apocryphal / Deuterocanonical books》 (히브리어) 3판. New York: Oxford University Press. 306쪽. ISBN 0-19-528478-X. OCLC 46381226.
14. ↑  Sharīf, Jaʻfar (1832). 《Qanoon-e-Islam: Or, the Customs of the Moosulmans of India》. Parbury, Allen, and Company. 2018년 3월 19일에 확인함 – Google Books 경유. Comprising a full and exact account of their various rites and ceremonies, from the moment of birth till the hour of death.
15. ↑  Abbas, Khwaja Ahmad (1984년 3월 19일). 《The World is My Village: A Novel with an Index》. Ajanta Publications. ISBN 978-0-8364-1131-7. 2018년 3월 19일에 확인함 – Google Books 경유.
16. ↑  “Daily Times”. 《Daily Times》. 2018년 3월 19일에 확인함.
17. 1 2 3 4 5 6 7  Jewish Encyclopedia.
18. ↑  출애굽기 19:2; 24:16
19. 1 2  출애굽기 19:16.
20. ↑  출애굽기 19:18.
21. ↑  출애굽기 24:17.
22. 1 2  출애굽기 19:20.
23. ↑  출애굽기 20:22.
24. ↑  “Exodus 19:20”. 《www.sefaria.org》. 2022년 10월 14일에 확인함.
25. ↑  Pirke De-Rabbi Eliezer, p. 41.
26. 1 2 3 4 5 6  피크 성경 주석.
27. 1 2  사사기 5:4–5.
28. ↑  출애굽기 20:18–19.
29. ↑  신명기 4:10–12.
30. ↑  Tenney, Merrill C. (2010년 8월 10일). 《The Zondervan Encyclopedia of the Bible, Volume 5: Revised Full-Color Edition》. Zondervan Academic. 1157쪽. ISBN 978-0-310-87700-4. Christian tradition generally claims Ras es-Safsaf as the Biblical Horeb and Jebel Musa as Sinai.
31. ↑  Davies, Graham (1979). 《Wilderness》. 23–24쪽.
32. 1 2  Hobbs, Joseph J. (2014년 2월 19일). 《Mount Sinai》. Social Science. University of Texas Press.
33. 1 2  Harrison, R. K. (n.d.).  Hoffmeier, J. K., 편집. 《Bible Encyclopedia》.
34. ↑  Botterweck, G. Johannes; Ringgren, Helmer; Fabry, Heinz-Josef (편집.). 《Theological Dictionary of the Old Testament》 10. 235쪽.
35. ↑  “Home page”. 《Sinai Monastery (sinaimonastery.com)》. 2018년 3월 19일에 확인함.
36. ↑  꾸란 23:20 (Translated by Yusuf Ali)
37. ↑  꾸란 95:2 (Translated by Yusuf Ali)
38. ↑  꾸란 [–93].
39. 1 2  꾸란 [–86].
40. ↑  꾸란 [–156].
41. ↑  꾸란 [–99].
42. ↑  꾸란 [–25].
43. ↑  Ibn Kathir (2014년 11월 26일).  al-Ahmad, Mohammad Hilmi, 편집. 《Stories of the Prophets: [قصص الأنبياء [انكليزي》. Dar al Kotob al Ilmiyah (아랍어: دَار الْـكُـتُـب الْـعِـلْـمِـيَّـة). ISBN 978-2745151360.
44. ↑  Elhadary, Osman (2016년 2월 8일). 〈11, 15〉. 《Moses in the Holy Scriptures of Judaism, Christianity and Islam: A call for peace》. BookBaby. ISBN 978-1483563039.
45. 1 2 3  Cheyne and Black, Encyclopedia Biblica.
46. ↑  열왕기상 19:8.
47. ↑  Musil, A. (1926) [1911]. 《Im nördlichen Hegaz》 English판. Wien. 215 & 298쪽.
48. ↑  Beke, C. (1878). 《Sinai in Arabia and of Median》 – Internet Archive (archive.org) 경유.
49. ↑  Nielsen, Ditlef (1927). 《The Site of the Biblical Mount Sinai: A claim for Petra》. P. Geuthner  – Google Books 경유.
50. ↑  Menashe Har-El, The Sinai Journeys: The Route of the Exodus
51. ↑  PeakVisor. “Hashem El Tarif”. 《PeakVisor》 (영어). 2023년 12월 12일에 확인함.
52. 1 2  “Pharaoh's war with the Israelites: The untold story”. 《Azure (azure.org.il)》. 2021년 1월 6일에 확인함.
53. ↑  Josephus, Flavius. 《유대 고대사》. II, xii, 1; III, v, 1.
54. ↑  “Mount Sinai (and the Peak of Mount Musa or Mousa)”. Touregypt.net. 2014년 12월 1일에 확인함.
55. ↑  Wilson, John Marius; Finden, Edward Francis; Finden, William (편집.). 《Landscapes of Interesting Localities Mentioned in the Holy Scriptures》. 36쪽.
56. ↑  McClure, M. L.; Feltoe, C. L., 편집. (1919). 《The Pilgrimage of Etheria》 (영어). translators = editors. London, UK: Society for Promoting Christian Knowledge. 2쪽.
57. 1 2 3  “Bible Map: Mount Sion (Mount Sinai)”. 《Bible Atlas (bibleatlas.org)》. 2014년 12월 1일에 확인함.
58. 1 2  Ewald, Hist. ii. 43, 45, 103; Di.; W. R. Smith, Rel. Sem. 2 p. 117 f.; Sayce, EHH. 188; DB. iv. 536b; Burney, Journal of Theol. Studies, ix. (1908), p. 343 f.
59. 1 2  Chisholm, Hugh, 편집. (n.d.). 《The Encyclopædia Britannica: A Dictionary of Arts & Sciences》 25. 139쪽.
60. 1 2  Eckenstien, Lina (1921). 《A History of Sinai》. London, UK: Society for the Propagation of Christian Knowledge. 13쪽.
61. ↑  Dr. Robinson’s Biblical Researches, vol. i., p. 188.
62. ↑  《The Jewish Nation》. Ulan Press. 352쪽. Containing an account of their manners and customs and rites.
63. ↑  See also Deut. 12: 2–3, II Chron. 34:3–7 and Exodus 32:20.
64. ↑  “Centre for Sinai”. 2016년 5월 17일에 원본 문서에서 보존된 문서. 2014년 12월 1일에 확인함.
65. ↑  《Egeria: Diary of a pilgrimage》 (미국 영어). 번역 Gingas, George E. New York, New York / Mahwah, New Jersey: The Newman Press. 1970. 57쪽.
66. ↑  Bimson, John J.; Livingston, David (September–October 1987). “Redating the Exodus”. 《Biblical Archaeology Review》. 40–48, 51–53, 66–68쪽.
67. ↑  Rendsburg, Gary A. 《The Bible and the Ancient Near East》. 171쪽.
68. ↑  Beit-Arieh, Itzhaq (1987). 〈Canaanites and Egyptians at Serabit el-Khadim〉.   Rainey, Anson F. 《Egypt, Israel, Sinai: Archaeological and historical relationships in the Biblical period》. Tel Aviv, Israel: Tel Aviv University Press. 63–65쪽.
69. ↑  Mumford, Gregory D. (2001). 〈Sinai〉.   Redford, Donald B. 《The Oxford Encyclopedia of Ancient Egypt》 3. 288쪽.
70. ↑  “Serabit el-Khadem”. Archaeology.tau.ac.il. 2012년 8월 5일. 2014년 12월 1일에 확인함.
71. ↑  Aharoni, Yohanan (1962) [1961]. 〈Kadesh-Barnea and Mount Sinai〉.   Rothenberg, Beno. 《God's Wilderness: Discoveries in Sinai》 (미국 영어). New York, New York: Thomas Nelson & Sons. 166쪽.
72. ↑  Holland, F. W. 《Recovery of Jerusalem》 (미국 영어). 524쪽.
73. ↑  Beit-Arieh, Itzhaq (May–June 1988). 《The route through Sinai》. 《Biblical Archaeology Review》 14. 37쪽.
74. ↑  Eckenstein, Lina (1980) [1921]. 《A History of Sinai》 (영어) reprint판. London, UK & New York, New York: AMS Press. 99 [ft. note 1], 178–179쪽.
75. ↑  Bentley, James (1986). 《Secrets of Mount Sinai》 (영어). New York, New York: Doubleday. 58쪽. [Orbis, London, 1985].
76. ↑  Deen, Edith (1959). 《Great Women of the Christian Faith》 (미국 영어) reprint판. New York, New York / Westwood, New Jersey: Harper & Row / Barbour & Company. 7–10쪽.
77. ↑  Cooper, Julien (2020). 《Toponymy on the Periphery: Placenames of the Eastern Desert, Red Sea, and South Sinai in Egyptian Documents from the Early Dynastic until the End of the New Kingdom》. BRILL. 254–255쪽. ISBN 978-90-04-42221-6 – Google Books 경유.
78. ↑  Cooper, Julien (February 2023). 《The Earliest Mention of the Placename Sinai: The Journeys of Khety》. 《The Ancient Near East Today》 11.
79. ↑  “Sinai”. New Advent, The Catholic Encyclopedia.
80. ↑  플라비우스 요세푸스, 유대 고대사, 2:12.
81. ↑  리처드 엘리엇 프리드먼, 누가 성경을 썼는가?
82. ↑  Menashe Har-El, The Sinai Journeys: The Route of the Exodus.
83. ↑  Jarvis, C. S. (1938). 《The forty years' wandering of the Israelites》. 《Palestine Exploration Quarterly》 70. 25–40쪽. doi:10.1179/peq.1938.70.1.25.
84. ↑  de Geus, C. H. J. (1977). 〈Kadesh Barnea: Some geographical and historical remarks〉.   Brongers, Hendrik Antonie. 《Instruction and Interpretation: Studies in Hebrew Language, Palestinian archaeology and biblical exegesis》 (영어). Leiden: Brill Archive. ISBN 90-04-05433-2.
85. ↑  The Megalithic Portal and Megalith Map. “Gebel Khashm el Tarif [Jebel Hashem al Taref, Hashem el-Tarif, Mount Sinai (?)] Ancient Temple: The Megalithic Portal and Megalith Map”. Megalithic.co.uk. 2014년 12월 1일에 확인함.
86. ↑  Jacobovici, Simcha. “The Real Mount Sinai”.
87. ↑  Ditlef Nielsen, The Site of the Biblical Mount Sinai – a claim for Petra (1927).
88. ↑  출애굽기 24:10.
89. ↑  Cheyne and Black, Encyclopedia Biblica, Hoshen.
90. ↑  Charles Beke (1873), Mount Sinai, a Volcano.
91. ↑  Sigmund Freud, 모세와 일신교 (1939).
92. ↑  Beke, Charles (1878). 《Sinai in Arabia and of Median》.
93. ↑  Koenig, Jean (1971). 《Le site de Al-Jaw dans l'ancien pays de Madian》. Paris: Geuthner.
94. ↑  Humphreys, Colin (n.d.). 《The Miracles of Exodus: A scientist's discovery of the extraordinary natural causes of the biblical stories》.
95. ↑  Möller, L. 《The Exodus Case: New discoveries of the historical Exodus》.
96. ↑  Kelly, Mark (2005년 6월 17일). “In Search of Noah's Ark: Wyatt's quest, Part 8”. 《Baptist Press》. 2010년 12월 3일에 확인함.
97. ↑  Williams, Larry (1997) [1990]. 《The Mountain of Moses: The discovery of Mount Sinai》 (미국 영어) reprint판. New York, New York: Wynwood Press. 182쪽. Reprint title: The Discovery of Mount Sinai.
98. ↑  Wilson, Jennifer (2006년 8월 11일). “Is Noah's Ark on mount[ain] in Iran? Man scours the world looking for religious artifacts”. 《데저렛 모닝 뉴스》. 2012년 7월 7일에 원본 문서에서 보존된 문서. 2007년 12월 19일에 확인함. Bob Cornuke doesn't have a degree in archaeology; he holds a doctorate in Bible and theology from Louisiana Baptist University.
99. ↑  Kerkeslager, Allen (1998). 〈Jewish Pilgrimage and Jewish Identity〉.   Frankfurter, David. 《Pilgrimage and Holy Space in Late Antique Egypt》. Brill. 212–213쪽. ISBN 978-9004111271. 2016년 4월 1일에 확인함.
100. 1 2  《Finding the Mountain of Moses: The Real Mount Sinai in Saudi Arabia》 (documentary film). Doubting Thomas Research Foundation.
101. ↑  “Home”. 《Sinai in Arabia》 (미국 영어). 2019년 3월 4일에 확인함.
102. ↑  “Home”. 《Jabal Maqla》 (미국 영어). 2019년 3월 4일에 확인함.
103. ↑  Jameson, John H.; Ehrenhard, John E.; Finn, Christine, 편집. (2003). 《Ancient Muses: Archaeology and the arts》. University of Alabama Press. 179쪽. ISBN 978-0-8173-1274-9 – Google-books 경유.
104. ↑  출 16:1, 7, 13; 탈 키드 38a.
105. ↑  Emmanuel Anati, The riddle of Mount Sinai: Archaeological discoveries at Har Karkom (2001).
106. ↑  “Mount Sinai has been found: Archaeological discoveries at Har Karkom”. 《www.harkarkom.com》. 2018년 3월 19일에 확인함.
107. ↑  Shanks, Hershel (March–April 2014). “Where is Mount Sinai? The case for Har Karkom and the case for Saudi Arabia”. 《Biblical Archaeology Review》. 2015년 3월 28일에 확인함.
108. ↑  Knohl, I. (2012). 《Ha-Shem: The secret numbers of the Hebrew Bible and the mystery of the Exodus from Egypt》.

## 관련 서적
- Hoffmeier, James K. (2005년 10월 6일). 《Ancient Israel in Sinai: The evidence for the authenticity of the wilderness tradition》 (영어). Oxford University Press. ISBN 978-0-19-988260-1.